# Врућица (Теслић)
Врућица је насеље на подручју Општине Теслић, у Републици Српској.

## Управна подјела
Као насеље, Врућица је издјељена на Доњу Врућицу, Бању Врућицу и Горњу Врућицу. У прошлости, Врућицом се називало и подручје са лијеве стране ријеке Усоре, које се данас назива Гомјеницом, а тада се Врућица дијелила на Српску Врућицу, Католичку Врућицу и Турску Врућицу, што грубо одговара распореду православног, муслиманског и католичког становништва у Врућици.
Административно-управно, Врућицу чине двије мјесне заједнице, Бања Врућица и Доња Врућица.
Значајнији засеоци су Јелићи, Храст Поток, Бркићи, Баре, Бежља.

## Историја
Доказано је да су још Римљани искориштавали локални извор минералне воде. Одатле потиче и назив насеља.

## Инфраструктура
Врућица има једну петогодишњу школу, подручно одјељење Основне школе »Петар Петровић Његош« из Теслића. Школа је једна од најстаријих у општини Теслић, а налази се у Горњој Врућици.
Постоје двије православне цркве, стара црква у Горњој Врућици и нова црква у Бањи Врућици. Постоји и једна католичка црква, и по једно православно и католичко гробље.
Путевима је везана за Теслић (3 km), Блатницу (15 km) и Стењак (3 km). Према Гомјеници нема саобраћајну везу.
Има пошту (74273), чија се канцеларија налази у хотелу Србија у Бањи Врућици. Има и већи број трговачких и занатских радњи.
Из Врућице је друголигашки фудбалски клуб »Минерал« и прволигашки куглашки клуб »Минерал«. ФК »Минерал« има свој мањи стадион у Бањи Врућици. У току 2011. године, уређен је новији, модернији стадион, поред старог.
Поред минералне воде која се искориштава у ЗТЦ Вања Врућица, постоји отворени уређени извор питке минералне воде (Кисељак).

## Историјски споменици
Врућичка дрвена црква је била једна од најстаријих православних цркава у околини. Растављена је почетком 20. вијека, а на њеном мјесту је изграђена данашња црква СВ. Петра и Павла.
У врућичком засеоку Бркићи налазе се стећци Војводе Момчила.
У средишту насеља се налази „Авионско крило“, споменик пилоту Ратку Јовановићу који је погинуо на подручју Врућице у 2. свјетском рату; и споменик борцима палим у току последњег рата.

## Галерија
- Нова православна црква и хотел „Кардиал“ у Бањи Врућици
- Стара православна црква у Горњој Врућици
- Кључеви старе православне цркве у Горњој Врућици
- Извор минералне воде у Бањи Врућици
- Хотел Кардиал у Бањи Врућици
- Стећци Војводе Момчила